# Cyrtodactylus gubaot
Cyrtodactylus gubaot es una especie de gecos de la familia Gekkonidae.

## Distribución geográfica
Es endémica de la isla de Leyte (Filipinas).